# Iglesia Metodista de la Ciudad (Gary)
La Iglesia Metodista de la Ciudad (en inglés, City Methodist Church), más tarde conocida como Iglesia Metodista Unida de la Ciudad, es una iglesia en desuso en Gary, en el estado de Indiana (Estados Unidos). Fue la iglesia metodista más grande del Medio Oeste, pero dejó de ser un lugar de culto en 1975 tres una vida relativamente breve de poco más de 50 años.

## Historia
La primera iglesia Metodista fue creada al mismo tiempo que la fundación de Gary, en 1906. En 1916, William Grant Seaman se convirtió en su pastor. De él fue la iniciativa de construir una iglesia más grande, con el fin de crear una alternativa a los numerosos burdeles y bares. Seaman tuvo el respaldo de U.S. Steel, el principal empleador de la ciudad. La empresa donó el sitio en el que se construiría la iglesia y acordó donar casi la mitad del costo. La construcción comenzó en 1925, tomó 21 meses y costó 800 000 dólares. 
El primer servicio se celebró en la iglesia el 3 de octubre de 1926. El órgano fue donado por Elbert Gary, que dio nombre a la ciudad. La iglesia fue construida por Lowe y Bollenbacher de Chicago. El santuario al frente de la estructura es parte de un complejo mucho más grande de nueve pisos que incluía un teatro contiguo llamado Seaman Hall, con capacidad para 1000 personas, y contenía oficinas corporativas, un gimnasio, una escuela dominical y un comedor. Había planes para una bolera, pero nunca se construyó. Un jardín en la azotea en el techo de la sala nunca se terminó. En 1927 tenía una congregación de 1700 personas y seis empleados.
Para 1929 William Seaman se había vuelto impopular entre sus feligreses, debido al menos en parte a sus intereses en la diversidad cultural (incluidos los concursos interreligiosos). Su congregación insatisfecha lo transfirió involuntariamente a Ohio. Con cierta ironía, su sucesor resultó aún menos popular entre los feligreses. Seaman murió en 1944. De acuerdo con sus deseos, sus cenizas fueron devueltas a Gary, donde fueron enterradas en la iglesia.
Durante la Gran Depresión, la iglesia arrendó parte de Seaman Hall a Gary College para obtener fondos adicionales muy necesarios. En los años de la posguerra, el Centro de la Universidad de Indiana usó parte de Seaman Hall y, en 1949, la Universidad de Indiana Noroeste ocupó tres de los pisos. La iglesia alcanzó el pináculo de su popularidad en la década de 1950, con más de 3000 miembros.

## Decadencia y cierre
Después de que Gary decayó en las décadas de 1960 y 1970, la fortuna de la iglesia también comenzó a desmoronarse debido a la fuga blanca, que implico un fuerte cambio en la composición social de la ciudad. Las tasas de criminalidad en el área se dispararon, lo que provocó más salidas, y los costos de mantenimiento fueron ruinosos debido a las enormes dimensiones de la iglesia y al duro clima frente al lago. Para 1973, había solo 320 miembros en la congregación entonces envejecida, y solo un tercio de esta asistía regularmente. Tras algunos intentos fallidos de vender el edificio a otra congregación se tomó la decisión de cerrar la iglesia en 1975.

## Tras el cierre

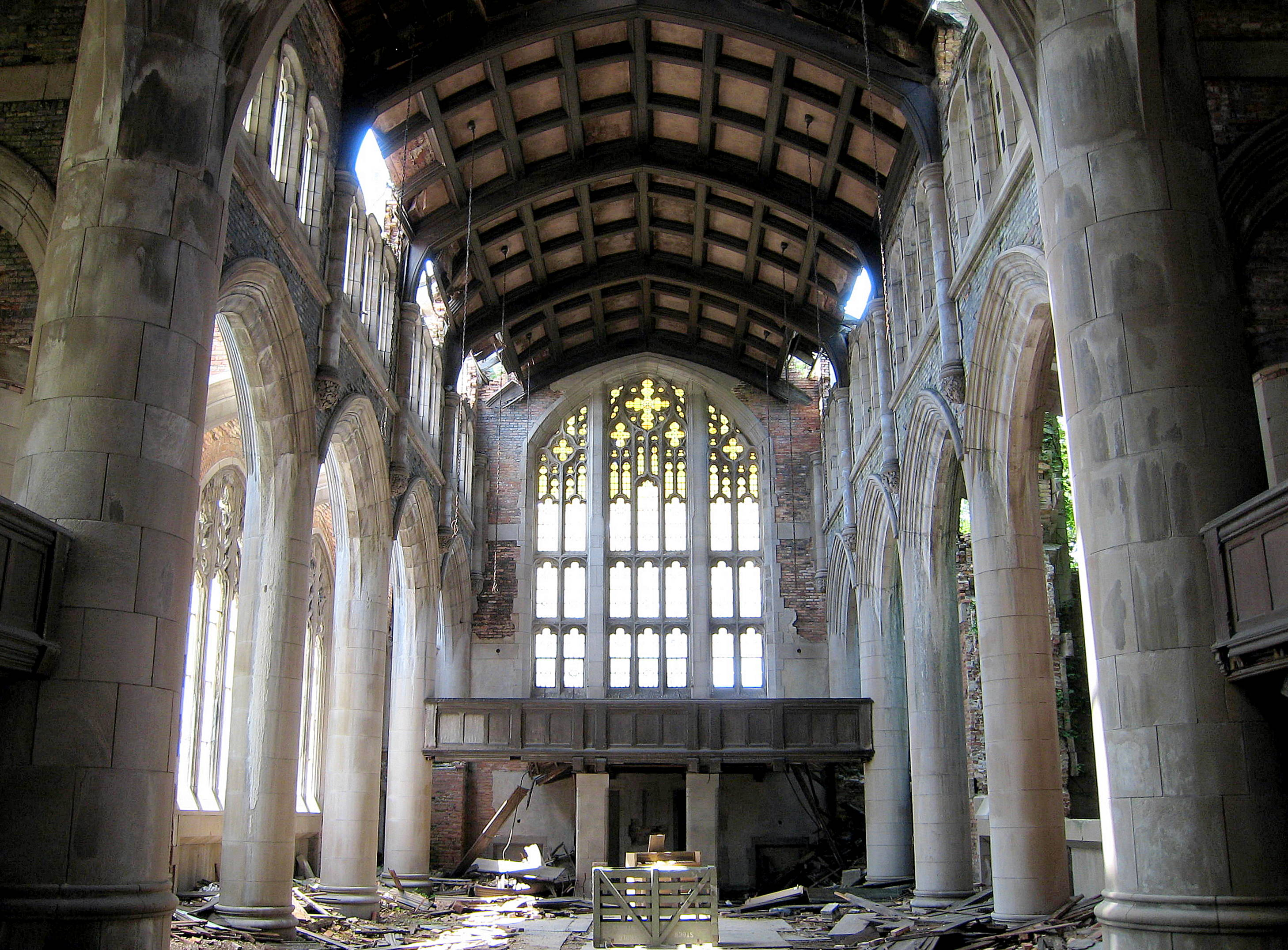
El interior en 2009. La sección del techo más cercana a la ventana se ha derrumbado desde entonces.

La estructura pasó a manos de la Universidad de Indiana, que siguió utilizando parte de Seaman Hall como campus satélite, pero no se hizo nada con la iglesia en sí. En la década de 1990, la iglesia ya estaba comenzando a deteriorarse, pero luego sufrió graves daños por un incendio en 1997, lo que aceleró aún más el deterioro.
La iglesia es un destino popular para la exploración urbana (aunque ahora se requieren permisos) e incluso ha sido el lugar de bodas góticas en los últimos años.

## Proyecto de recuperación del sector
El complejo aún está en pie, pero mucho está más allá de cualquier restauración realista, y ha sido incluido en la lista de los 10 lugares más amenazados de Indiana Landmarks. Los ladrones se llevaron la mayoría de los accesorios interiores. En 2011 se derrumbó parte del techo del santuario. En 2014, las autoridades de la ciudad revivieron un plan abortado de principios de la década de 2000 para convertir el sitio en un gran parque en el que el santuario sería la pieza central y demoler el resto del complejo.

## Como escenario cinematográfico
La iglesia se ha utilizado muchas veces como lugar de rodaje, incluso para Soul Survivors, A Nightmare on Elm Street, Transformers: el lado oscuro de la luna y partes de Pearl Harbor y Sense8. La serie La Tierra sin humanos incluyó a la iglesia en su exploración de Gary del episodio 2 de la temporada 1.